# بوئینگ ایکس-۵۰ دراگون‌فلای
بوئینگ ایکس-۵۰ دراگون‌فلای هواپیمای پهپاد ساخت شرکت بوئینگ آمریکا است که نخستین پروازش را در ۲۴ نوامبر ۲۰۰۳ انجام داد و هم‌اکنون ساخت آن متوقف شده‌است.

## مشخصات
مشخصات عمومی
- خدمه: ۰
- طول:  ()
- پهنای بال:  ()
- ارتفاع:  ()

 عملکرد 

- Tail unit span: 2.47m
- Fuel weight: 66 kg
- Max payload: 91 kg